# Cerkev Tretjega reda Marije rožnega venca črnih ljudi
Cerkev Tretjega reda Marije rožnega venca črnih ljudi (portugalsko Igreja da Ordem Terceira de Nossa Senhora do Rosário dos Pretos) je rimskokatoliška cerkev iz 18. stoletja v Salvadorju, Bahia Brazilija. Gradnja cerkve je trajala skoraj 100 let. Posvečena je Rožnovenski Materi Božji in pripada nadškofiji São Salvador da Bahia. Nacionalni inštitut za zgodovinsko in umetniško dediščino (IPHAN) je leta 1938 cerkev uvrstil med zgodovinske stavbe in je del zgodovinskega središča Salvadorja, ki je na Unescovem seznamu svetovne dediščine.

## Zgodovina
Sužnji in svobodnjaki so se, podobno kot Portugalci, organizirali v bratovščine ali družbe vzajemne pomoči, znane kot irmandades ali confrarias. Afro-brazilske bratovščine so se začele zbirati ob stranskih oltarjih župnijskih in drugih cerkvah; bratovščina v Salvadorju je bila formalno znana kot Irmandade de Nossa Senhora do Rósario dos Homens Pretos de Pelourinho. Sužnji in osvobojeni so častili na stranskem oltarju Rožnovenske Matere Božje v baziliki Brezmadežnega spočetja v Salvadorju iz začetka 17. stoletja.
Salvadorska bratovščina rožnega venca je prvič prejela soglasje jezuitskega provinciala João Pereira in statutarno potrditev nadškofa Salvadorja da Bahia João da Madre de Deus Araújo (1621-1686) leta 1685. Njihova listina je sledila listini podobnih redov ustanovljena v Olindi (sredi 16. stoletja), Riu de Janeiru (sredi 17. stoletja), Recifeju (1654) in Belému do Pará (1682). Rožnovenska Mati Božja je bila predmet posebne pobožnosti do sužnjev in osvobojenih afriškega porekla v kolonialni Braziliji. Sveti Benedikt, sveta Efigenija Etiopska in sveti Elesbão (sveti Kaleb iz Aksuma) so bili prav tako čaščeni v cerkvah Rožnovenske Matere Božje.
Do leta 1704 je bratovščina zbrala dovolj sredstev za gradnjo cerkve. Organizacija je zaprosila in prejela dovoljenje za gradnjo cerkve od nadškofa Dom Sebastião Monteiro de Vide za gradnjo prave cerkve.
Članstvo v Bratovščini je bilo s sporazumom z nadškofom strogo omejeno na Afričane, rojene južno od ekvatorja, imenovane Banto; na splošno so bili iz Konga in Mozambika. Članstvo je bilo razširjeno samo na ljudi bantujskega porekla in njihove potomce. Bratovščina je leta 1786 v Lizboni zaprosila krono za obhajanje maše z uporabo »mask, plesov v angolskem jeziku z ustreznimi instrumenti, pesmimi in hvalnicami«, kot je bilo storjeno »v mnogih državah krščanstva«. Peticija je bila zavrnjena. Poleg tega so bili člani Bratovščine kljub svoji vlogi pri ministrstvu in družbeni podpori Afro-Brazilcev tudi sužnjelastniki.
Omejitev članstva v bratovščini na pripadnike bantujskega porekla je privedla do ustanovitve bratovščine Quinze Mistérios (Irmandade do Quinze Mistérios), ki je sprejemala samo ljudi iz jorubskega porekla. Bratovščina Quinze Mistérios je pozneje v 19. stoletju ustanovila svojo cerkev, cerkev Quinze Mistérios. Razlikovanje v etničnem poreklu je postalo zastarelo z odpravo suženjstva v Braziliji pod Lei Áurea leta 1888. Članstvo v Bratovščini je bilo leta 1896 razširjeno na vse Brazilce afriškega porekla.

## Gradnja
Gradnja cerkve je potekala počasi in je trajala sto let. Člani irmandade so bili revni in stavbo so zgradili člani bratovščine v svojih prostih urah: zahtevala je delo kvalificiranih tesarjev, zidarjev in železarjev. Od leta 1718 je bila cerkev tudi sedež novoustanovljene župnije Senhor do Passo, kar se je nadaljevalo do leta 1740. Najprej je bila zgrajena kvadratna cerkvena struktura ladje. Dodelana fasada in cerkvena stolpa so sledili leta 1780 pod vodstvom Caetana Joséja da Coste.
V istem obdobju sta bili dodani dve stranski ladji, ki ustrezata stolpnim konstrukcijam. Notranjost cerkve je bila prenovljena konec 19. stoletja; dodana sta bila dva nova oltarja v neoklasicističnem slogu, poleg številnih slik.

## Lokacija
Cerkev stoji v stari ulici Rua das Portas do Carmo na trgu trikotne oblike. Trg je nastal s podrtijo 'viteza' in vrat, ki so služila za obrambo mesta. Kaznovanje in usmrtitev sužnjev sega v obdobje nizozemske okupacije Brazilije. Nizozemci so obesili 50 sužnjev, obtoženih vohunjenja za Špance.
Largo do Pelourinho s svojimi mestnimi hišami iz 19. stoletja je »eden najzanimivejših mestnih prostorov v Salvadorju«. Trg leži sredi zgodovinskega središča, ki se razteza od Praço de Sé do Passa, ki ga je prvi označil IPHAN, kasneje pa kot del zgodovinskega središča Salvadorja, ki je na Unescovem seznamu svetovne dediščine.

## Struktura
Cerkev Tretjega reda Marije rožnega venca črnih ljudi je mogočna stavba, do katere se pride s pobočne ulice Rua do Carmo po terasi. Dvorišče, ki služi kot cerkveno dvorišče, ima nizko železno ograjo. Fasada ima osrednji del dveh nadstropij, ki ga krona zatrep z venci, obdan pa je z zvonikoma, katerih zaključek ima nadstropne čebulice, pokrite s ploščicami. V pritličju je pet vrat. Osrednja vrata so široka, impozantna in uokvirjena z ločenim sprednjim delom. Peta vrata, na dnu desnega stolpa, omogočajo dostop do oratorija; ta dizajn je viden tudi v cerkvi Santo Antônio Alem do Carmo in cerkvi Boqueirão. Nad petimi vrati je pet oken občutljivega dizajna.
Zasnova fasade, zgrajene po letu 1780, je pripisana mojstru Caetanu Joséju da Costi. Pročelje cerkve je zelo kompleksno. Podobna je župnijski cerkvi sv. Bartolomeja v Maragogipeju, zgrajeni v drugi polovici 17. stoletja.
Cerkvena stolpa sta zidana v navadnem kamnu, v nasprotju z modrim apnencem na fasadi. Stolpa imata pravokotne zvonike z okuli na štirih straneh pod okni cerkvenih zvonov. Zvonika prekrivajo čebulaste strukture s ploščicami. Vsak vogal zvonika ima stilizirano torchère (standardna svetilka z visokim stojalom).
Za cerkvijo je pokopališče.

## Spremembe in dopolnitve
Obnova 1870/1871 je cerkev prinesla pomembne spremembe. Tribune kora so bile spremenjene v balkone. Konservatorska dela IPHAN leta 1943; fasada je bila stabilizirana med letoma 1951 in 1952. Mesto Salvador je leta 1969 poslikalo zunanjost cerkve brez dovoljenja IPHAN. Cerkev je bila resno poškodovana leta 1998, ko je tovornjak z mešalcem betona nenadzorovano in vzvratno zapeljal po Ladeiri do Pelourinho. Zadetek v cerkev je močno poškodoval zaščitno železno ograjo cerkvenih stopnic in desni stranski portal fasade. Kasneje so jih popravili.